# Trolltjärnen (Edefors socken, Norrbotten, 736170-174276)
Trolltjärnen är en sjö i Bodens kommun i Norrbotten och ingår i Råneälvens huvudavrinningsområde. Trolltjärnen ligger i Råneälven Natura 2000-område.